# Bloch MB.134
Le Bloch MB.134 est un bombardier moyen bimoteur français de la Seconde Guerre mondiale qui ne dépassa pas le stade prototype, tout comme sa version quadrimoteur, le Bloch MB.135. Ces deux appareils répondaient au même programme que les LéO 45 et Amiot 350, déjà en production quand ils commencèrent leurs essais. Le lancement de la fabrication des Bloch MB.175/176 à Déols et l’effondrement de la France firent le reste.

## Lointains dérivés du Bloch MB.131
L’échec des gros moteurs Hispano-Suiza ou Gnome et Rhône ayant fait capoter le programme des bombardiers quadriplaces (B4) de 1934, le STAé publia en 1936 sous la désignation A21/1 un nouveau programme de bombardier moyen quadriplace qui ouvrait la voie à un appareil quadrimoteur. La tourelle-canon inférieure était définitivement abandonnée au profit de mitrailleuses tirant par une trappe et deux missions types étaient retenues : 800 kg de bombes sur 2 200 km ou 1 500 kg avec 500 kg de carburant de moins, les projectiles les plus gros atteignant 200 kg. Travaillant désormais pour le compte de la SNCASO, le bureau d’études Marcel Bloch étudia deux appareils dérivés du MB.131, le bimoteur MB.134 et le quadrimoteur MB.135. Ces appareils firent l’objet de deux marchés d’état séparés, no 998/7 pour le premier et 614/8 pour le second.
Doté d’une nouvelle voilure, d’un empennage double dérive et de moteurs Gnome & Rhône 14P de 1 250 ch, le MB.134 avait en réalité peu de pièces communes avec le MB.131. L’abandon du moteur 14P entraina l’abandon du projet initial et le développement d’un appareil entièrement nouveau, sans aucun lien de parenté avec le MB.131. Il se caractérisait en particulier par un fuselage élargi avec décrochement dorsal protégeant un mitrailleur.

## Bimoteur, le MB.134
Construit à Courbevoie et assemblé à Villacoublay, le MB.134-01 effectua son premier vol le 22 juillet 1939 avec René Le Bail et Jean Lapeyre aux commandes et des moteurs Gnome & Rhône 14 N48/49 de 1 015 ch. Après quelques modifications dont une augmentation des surfaces verticales, il rejoignit le Centre d'Essais de Matériels Aériens (CEMA) à Orleans-Bricy en janvier 1940. Le 21 avril 1940 une jambe de train s’effaça à l’atterrissage, conséquence d’une panne hydraulique. Gravement endommagé, il ne devait pas reprendre l’air, il fut détruit pour ne pas être capturé par les Allemands.
Cet appareil fut au centre d’une polémique, Marcel Bloch ayant été nommé administrateur d’une société nationale organisée autour de sa propre entreprise. On reprochait au MB.134 de faire concurrence aux appareils déjà commandés et en production, d’où un risque de désorganisation des programmes, On reprochait également à Marcel Bloch d’avoir retenu les moteurs Hispano-Suiza 14 Aa, moteurs pourtant imposés par le STAé pour tous les avions du programme. En fait le MB.134 atteignait 520 km/h avec des Gnome & Rhône 14 N-48/49 plus anciens, les 14 Aa n’étant pas au point mais, lassé par la polémique, Marcel Bloch abandonna ses fonctions d’administrateur-délégué de la SNCASO le 13 février 1940.

## Quadrimoteur, le MB.135
Développé parallèlement au MB.134, ce quadrimoteur de bombardement moyen possédait le même fuselage mais le plan central de voilure, rectangulaire sur le MB.134, devenait trapézoïdal. Les moteurs étaient des Gnome & Rhône 14M 4/5 de 710 ch entrainant des hélices Gnome & Rhône. Cet appareil qui devait pouvoir emporter 1 350 kg de bombes effectua son premier vol le 12 janvier 1939 à Villacoublay, piloté par René Le Bail et René Lapeyre. Rééquipé de 14 M 6/7 de même puissance, il affichait des performances remarquables et d’excellentes qualités de vol.